# Landonvillers
Landonvillers (Duits: Landenweiler, tussen 1940 en 1944 Ladenweiler) is een plaats en voormalige gemeente in het Franse departement Moselle in de regio Grand Est.
In 1973 werd Landonvillers opgenomen in de gemeente Courcelles-Chaussy.

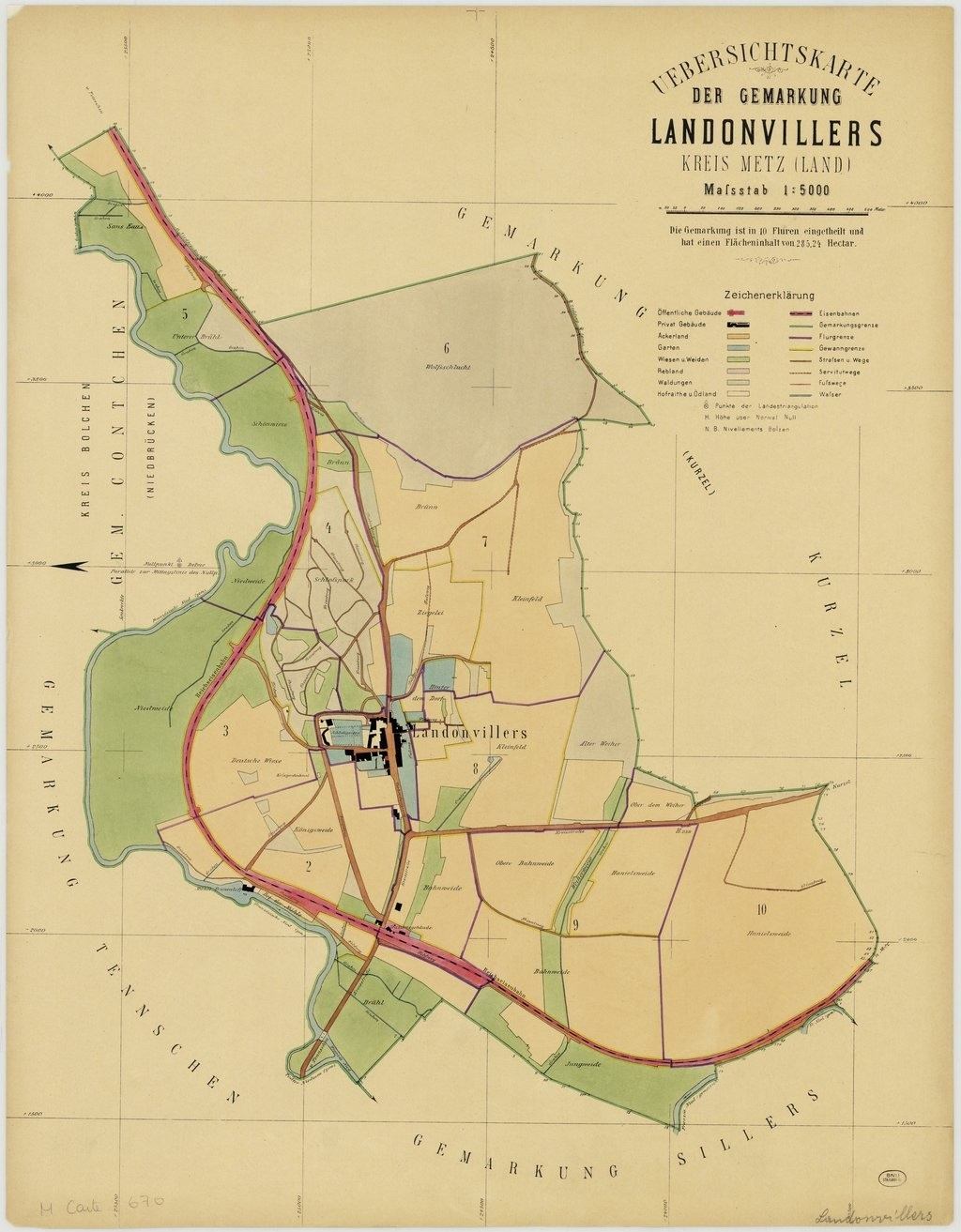
Overzichtskaart van Landonvillers uit 1896